# Les Fraudeurs
Ne doit pas être confondu avec Those Who Dance de William Beaudine, sorti en 1930
Pour plus de détails, voir Fiche technique et Distribution.
Les Fraudeurs (Those Who Dance) est un film américain muet réalisé par Lambert Hillyer, sorti en 1924.

## Synopsis
Durant la prohibition aux États-Unis, la jeune sœur d'un jeune avocat décède dans un accident lié à l'alcool de contrebande. Il cherche alors à obtenir justice en rejoignant les forces de l'ordre contre les malfaiteurs. Pendant ce temps, un jeune homme est soupçonné à tort d'un crime et sa sœur cherche des preuves pour l'innocenter. Joignant leurs forces ensemble, l'avocat et la jeune femme se font passer pour un couple afin d'infiltrer le monde du crime...

## Fiche technique
- Titre original : Those Who Dance
- Titre français : Les Fraudeurs
- Réalisation : Lambert Hillyer
- Scénario : Lambert Hillyer et Arthur Statter (adaptation), d'après une histoire de George Kibbe Turner
- Production : Thomas H. Ince
- Société de production : Thomas H. Ince Corporation
- Format : 35 mm - 1,33:1
- Durée : 80 minutes
- Dates de sortie : 
  - États-Unis : 27 avril 1924
  - France : 27 mars 1925

## Distribution
- Blanche Sweet : Rose Carney
- Bessie Love : Veda Anargas
- Warner Baxter : Bob Kane
- John Sainpolis : Monahan
- Lucille Ricksen : Ruth Kane
- Mathew Betz : Joe Anargas
- Lydia Knott : Mme Carney
- Charles Delaney : Tom Andrus
- W.S. McDunnough : le père de Bob Kane
- Jack Perrin : Frank Church
- Frank Campeau : 'Slip' Blaney

rôles mineurs non crédités
- Clair Cushman
- Dorothy Dwan
- Jack Kenny
- William Quinn